# Eleonora av Neapel
Eleonora av Neapel, född 22 juni 1450 i Neapel, död 11 oktober 1493 i Ferrara, var hertiginna av Bari, Ferrara, Modena och Reggio; gift först med hertig Maximilian Sforza av Bari, och 1473 med hertig Herkules I av Este. Hon var dotter till kung Ferdinand I av Neapel och Isabella av Taranto. Eleonora var regent i Modena och Ferrara under makens frånvaro 1482-84. Hon beskrivs som en auktoritativ och viljestark, men också vis och samlad regent.  